# Félix Amat
Félix Amat de Palau y Pons (Sabadell, 10 de agosto de 1750-Barcelona, 11 de noviembre de 1824) fue un obispo, escritor, teólogo español, tío de Ignacio y Félix Torres Amat.

## Vida hasta la ocupación francesa
Hijo de los nobles empobrecidos Juan Amat y Salvany y Teresa Pons y Augirot, a los siete años viajó a Sallent a estudiar gramática latina y retórica, y a los once al Seminario de Barcelona. Estudió filosofía, elocuencia y lenguas antiguas y modernas, así como Matemáticas, materia que le apasionaba. Se ordenó sacerdote en 1774 y se doctoró en Teología en Gandía, que enseñó en el seminario de Barcelona, del que fue bibliotecario desde 1775. Canónigo magistral de Tarragona por oposición en 1785, a los 35 años, tomó parte importante en la creación de la Sociedad Económica de Amigos del País de Tarragona. Al morir el obispo de Barcelona, Joseph Climent y Avinent, que fue su protector, pronunció su sermón panegírico. En 1790 tradujo con ayuda de su hermano Antonio un extracto de las Reflexiones sobre la revolución francesa de Edmund Burke. Fue individuo de la Real Academia de Buenas Letras de Barcelona. El 5 de noviembre de 1803, a los 53 años, fue nombrado Abad de San Ildefonso y arzobispo in partibus infidelium de Palmira. Con prestigio, fue nombrado confesor de Carlos IV el 9 de noviembre de 1806 a voluntad del mismo monarca, como consta en su expediente del Archivo General de Palacio. A Carlos IV le influyó a la hora de aconsejarle sobre la real biblioteca privada, llamada entonces Librería de Cámara, y por ejemplo influyó para que nombrara el soberano a Juan Crisóstomo Ramírez Alamanzón como bibliotecario de la misma, particularmente para hacerse cargo de la entrada de la amplia librería que fue del I conde de Gondomar, don Diego Sarmiento de Acuña (1567-1626), venida a la corte desde Valladolid, donde estaba, no equivocándose Amat pues realizó buen trabajo de tasación e índices.
Era persona culta, experto en Historia de la Iglesia y de sus jurisdicciones y competencias, y escribió diversos tratados sobre ello. Se granjeó la enemistad de los ultramontanos con sus Seis cartas a Irénico (Barcelona, 1817), publicadas bajo el sobrenombre de Macario Padua Melato, así como con sus Observaciones pacíficas sobre la potestad eclesiástica, aparecidas en Barcelona en 1819-1822, en tres volúmenes. En ellas —motivo de una agria polémica con el nuncio Giustiniani— defendía la reforma de la iglesia y la conciliación de los poderes espiritual y temporal conforme a los postulados, cercanos al pensamiento jansenista, que ya había defendido en el pasado, por ejemplo cuando a la muerte de Pío VI sostuvo el acierto de aplazar los recursos a Roma «hasta que haya un Papa reconocido por S. M.» conforme al controvertido decreto dictado por el Gobierno de Mariano Luis de Urquijo.

## Trayectoria tras el regreso de Fernando VII
Durante la ocupación napoleónica, fue reputado ante la opinión pública de afrancesado por parte de los realistas españoles, y de colaboracionista por parte de un diario de Barcelona, actitud sin embargo desmentida por su sobrino Félix Torres Amat y por él mismo, pero lo cierto es que fue nombrado Obispo de la diócesis de Osma en 1810 por José Bonaparte, cargo que, según sus declaraciones ulteriores, dijo rehusar. Tras la expulsión de los franceses y el regreso de Fernando VII se publicó un Real decreto que mandaba salir a cierta distancia de la Corte a todas las personas que hubiesen recibido determinadas gracias del Rey intruso. Amat, que además de ser nombrado obispo de Osma recibió la llamada Cruz de la Real Orden de España, en 1814 se vio obligado a salir de Madrid, retirándose a Cataluña. A este respecto su sobrino Félix Torres Amát, al publicar las memorias de su tío por encargo de la Real Academia de la Historia (de la cual Torres Amát era miembro supernumerario) escribe:

«Aconsejaban al Sr. Amát todos sus amigos que hiciese un recurso a S. M. haciéndole presente, que no solamente no había querido pasar a Osma a gobernar aquella iglesia, a pesar de los poderes que le envió el Cabildo, sino que ni había aceptado el socorro de los sesenta mil reales que el Intruso mandó a dicho Cabildo que enviaran al electo; y que en cuanto a la condecoración la había recibido sin pedirla y por un decreto general en que se concedió a los obispos que se hallaban bajo la dominación del Intruso, incluso al Sr. Puyal, auxiliar de Madrid.»

Murió finalmente en Barcelona en noviembre de 1824, sin recobrar el prestigio pasado disfrutado en la corte de Madrid.

## Obras
- Angelicae Theologiae Theoremata, Barcelona, 1770.
- El Doctor de la Verdad, Barcelona, 1780
- Oración Fúnebre por el obispo Climent, Barcelona, 1781.
- Sermones, Barcelona, 1783.
- Constituciones del Seminario episcopal de Barcelona, Barcelona, 1784.
- Tratado de la Iglesia de Jesucristo o Historia Eclesiástica, Madrid y Barcelona, 1793-1805.
- Seis cartas a Irénico : en que se dan claras y distintas ideas de los derechos del hombre y de la sociedad civil, y se desvanecen las del contrato que se finge como origen o fundamento necesario de toda soberanía, para hacerla dependiente de la reunión de los súbditos (Barcelona, 1817).
- Resumen o índice sumario del Tratado de la iglesia de Jesucristo, o Historia Eclesiástica, Madrid, 1807.
- Adiciones o correcciones a la Historia Eclesiástica, Madrid, 1808.
- Deberes del cristiano en tiempo de revolución hacia la potestad pública, Madrid, 1813.
- Observaciones pacíficas sobre la potestad eclesiástica, Barcelona, 1819-1822, tres vols., incluido en el Índice de Libros Prohibidos de la Iglesia católica.
- Ecclesiae Jesuchristi sumarium historicum, Barcelona, 1830.
- Meditaciones, Madrid, 1832.
- Diseño de la Iglesia Militante, Madrid, 1834. (póstuma), incluido en el Índice de Libros Prohibidos de la Iglesia católica.